# Inès de Grady de la Neuville
Jonkvrouw Inès Marie Ghislaine de Grady de la Neuville (Wimmertingen, 29 april 1901 - Hasselt, 7 mei 1998) was een Belgische edelvrouw. Van 1947 tot 1976 was zij burgemeester van haar geboortedorp en zij was op dat ogenblik een van de weinige Belgische vrouwelijke burgemeesters.

## Afkomst
Inès de Grady de la Neuville was afkomstig van het oude geslacht De Grady dat in de 17e eeuw in de adelstand was verheven. In 1816 verleende koning Willem I de riddertitel en de erkenning in de erfelijke adel aan Albert de Grady, burgemeester van Neuville-sous-Huy, en hij mocht zijn naam uitbreiden tot de Grady de la Neuville. Het was haar grootvader Albert (1838-1885) die zich in Wimmertingen kwam vestigen op het kasteel dat door zijn schoonvader, de Hasseltse politicus Julien de Cecil, werd gebouwd.

## Loopbaan
In navolging van haar grootvader Albert en haar vader Emile, die beiden burgemeester waren in het kleine landbouwdorp Wimmertingen kwam de ongehuwde Inès de Grady de la Neuville in oktober 1946 op bij de gemeenteraadsverkiezingen en werd verkozen. Zij werd vanaf 1947 burgemeester van het dorp en zij was op dat ogenblik een van de weinige Belgische vrouwelijke burgemeesters.
Als burgemeester legde de Grady de la Neuville vooral sociale accenten. Zij zette zich in voor de Rode Kruiswerking, voor de oud-strijdersbond en voor hulp aan gehandicapten.
De Grady de la Neuville bleef burgemeester van het dorp tot in 1977 toen het fusioneerde en opging in de stad Hasselt. Zij bleef op het kasteel van Wimmertingen wonen tot aan haar dood in 1998 op 97-jarige leeftijd. Kort daarna verkocht de familie het kasteel.